# Ryōta Komatsu
Ryōta Komatsu (小松亮太 Komatsu Ryōta?) (nacido el 30 de octubre de 1973) es un bandoneonista japonés.
Ha cooperado con el famoso violinista japonés Taro Hakase en su propio álbum La Trampera (2001), y con Bajofondo en su álbum Mar Dulce.